# 前奏曲とフーガ ハ短調 BWV 546

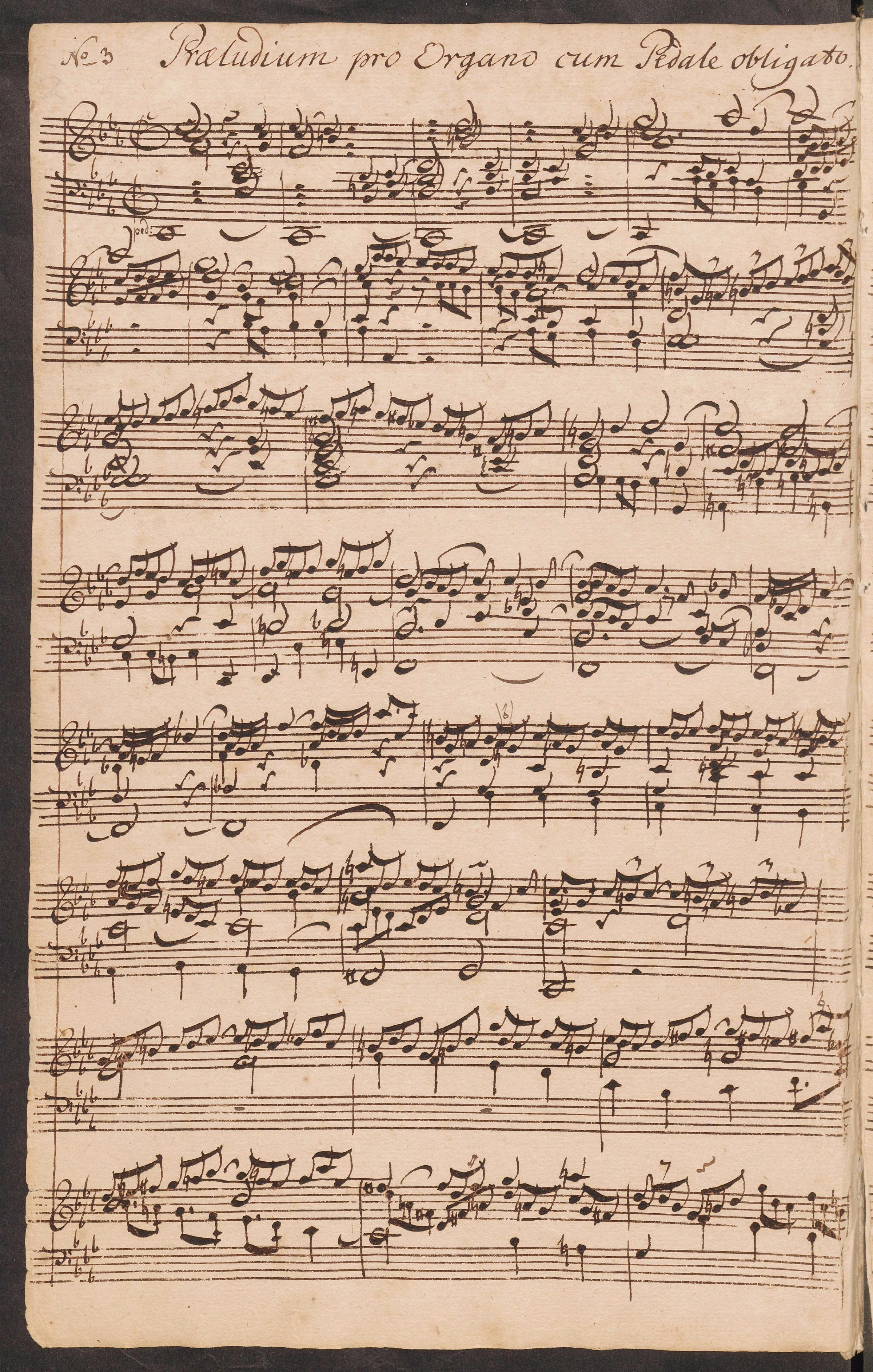
BWV 546の始まりの部分。Johann Peter Kellnerの手による

前奏曲とフーガ ハ短調, BWV 546は、ヨハン・ゼバスティアン・バッハが作曲したオルガン音楽である。前奏曲はバッハのライプツィヒ時代（1723年 - 1750年）の頃、フーガはヴァイマル時代（1708年 - 1717年）の頃の作である。バッハによる「前奏曲とフーガ」形式の他の多くの作品と同様、直筆の楽譜は現存せず、知られている最古の楽譜はバッハの知人であるJohann Peter Kellnerによる写本である。
この作品は、ウェールズ公妃ダイアナの葬儀とエディンバラ公爵フィリップ王配の葬儀の後奏曲として、それぞれオルガン奏者のマーティン・ニアリー (Martin Neary) とルーク・ボンド (Luke Bond) により演奏された。

## 前奏曲
本作品の前奏曲は、ライプツィヒ時代のBWV 548 および BWV 544 のオルガン前奏曲とともに、大規模で複雑なリトルネロ形式の協奏曲の構成を示している 。その構造的な類似性から、本作の二楽章の中では前奏曲の方がより円熟期の作と考えられている。
最初の荘厳な対話の後、すぐに連続する3連符の突風に挟まれ、迫り来る2番目の主題と絡み合い、元の主題は最後の提示まで断片的にしか繰り返されない。
この作品の冒頭の主題の多くは、ライプツィヒで1726年10月13日に公演されたカンタータ 『Wer sich selbst erhöhet, der soll erniedriget werden』(BWV 47)の軽いオープニング・コーラスのために微妙にアレンジされ、ト短調に移調された。

## フーガ
アラ・ブレーベのフーガは、バッハのワイマール時代に書かれたと考えられており、彼のライプツィヒ時代に前奏曲の後に付けられました。楽章の一部または全部が Kellner　によって作曲された可能性があると考える人もいます

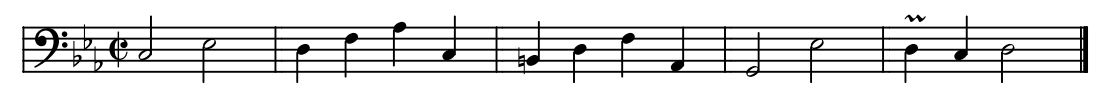
フーガの主題

## 参照
1. 1 2  
オールミュージックのPrelude and Fugue in C minor, BWV 546
2. 1 2 3  Jones 2013, 59.
3. ↑   bbc.comのウェールズ公妃ダイアナの葬儀次第
4. ↑  “フィリップ王配：エディンバラ公爵葬儀次第”. Sky News (2021年4月16日). 2021年4月16日閲覧。
5. ↑  Williams 2003, 108.
6. ↑  Classical.netのCantata 47
7. ↑  Jones 2013, 61.
8. ↑  Williams 2003, 110.

## 引用文献
- Williams, Peter (2003), The Organ Music of J. S. Bach (2nd ed.), Cambridge University Press, ISBN 0-521-89115-9
- Jones, Richard D.P. (2013), The Creative Development of Johann Sebastian Bach, Volume II: 1717–1750: Music to Delight the Spirit. Oxford University Press, ISBN 978-0-19-969628-4